# العلاقات الأذربيجانية الكورية الشمالية
العلاقات الأذربيجانية الكورية الشمالية هي العلاقات الثنائية التي تجمع بين أذربيجان وكوريا الشمالية.

## مقارنة بين البلدين
هذه مقارنة عامة ومرجعية للدولتين:
| وجه المقارنة                                              | أذربيجان        | كوريا الشمالية                        |
| --------------------------------------------------------- | --------------- | ------------------------------------- |
| المساحة (كم2)                                             | 86.60 ألف       | 120.54 ألف                            |
| عدد السكان (نسمة)                                         | 10.00 مليون     | 25.49 مليون                           |
| الكثافة السكانية (ن./كم²)                                 | 115.47          | 211.47                                |
| العاصمة                                                   | باكو            | بيونغيانغ                             |
| اللغة الرسمية                                             | اللغة الأذرية   | لغة كوريا الشمالية القياسية ‏          |
| العملة                                                    | مانات أذربيجاني | وون كوري شمالي                        |
| الناتج المحلي الإجمالي (بليون دولار)                      | 40.75 مليار     |                                       |
| الناتج المحلي الإجمالي (تعادل القوة الشرائية) بليون دولار | 171.56 مليار    |                                       |
| الناتج المحلي الإجمالي الاسمي للفرد دولار أمريكي          | 5.50 ألف        |                                       |
| الناتج المحلي الإجمالي للفرد دولار أمريكي                 | 17.52 ألف       |                                       |
| مؤشر التنمية البشرية                                      | 0.751           |                                       |
| رمز المكالمات الدولي                                      | +994            | +850                                  |
| رمز الإنترنت                                              | .az             | .kp                                   |
| المنطقة الزمنية                                           | ت ع م+04:00     | ت ع م+08:30، ت ع م+08:30، ت ع م+09:00 |

## منظمات دولية مشتركة
يشترك البلدان في عضوية مجموعة من المنظمات الدولية، منها:
| علم المنظمة | اسم المنظمة              | تاريخ انضمام أذربيجان | تاريخ انضمام كوريا الشمالية |
| ----------- | ------------------------ | --------------------- | --------------------------- |
|             | يونسكو                   | 3 يونيو 1992          | 18 أكتوبر 1974              |
|             | الاتحاد البريدي العالمي  | ?                     | ?                           |
|             | الأمم المتحدة            | 2 مارس 1992           | 17 سبتمبر 1991              |
|             | الاتحاد الدولي للاتصالات | 10 أبريل 1992         | ?                           |

## وصلات خارجية
- موقع وزارة الخارجية الأذربيجانية
- موقع وزارة الخارجية الكورية الشمالية